# Amal Clooney
Amal Clooney (leánykori nevén Amal Alamuddin; Bejrút, 1978. február 3. –) a nemzetközi jogra és az emberi jogokra szakosodott jogász a Doughty Street Chambers ügyvédi iroda alkalmazásában. Ügyfelei között van a WikiLeaks-alapító Julian Assange, képviselte Ukrajna volt miniszterelnökét, Julija Timosenkót, valamint az egyiptomi-kanadai újságírót, Mohamed Fahmit is.
George Clooney filmszínész felesége. 2017. június 6-án ikreket szült, nevük: Ella és Alexander.

## Élete

### Fiatalkora és családja
Amal Alamuddin Libanon fővárosában, Bejrútban született. Az 1980-as években a libanoni polgárháború miatt az Alamuddin család elhagyta Libanont és Angliában telepedett le, Gerrards Cross városában, Buckinghamshire megyében. Amal két éves volt a család elköltözésekor. Édesapja, Ramzi Alam Uddin, libanoni drúz családból származik Baakline faluból. MBA diplomát szerzett a Bejrúti Amerikai Egyetemen. A Comet nevű utazási iroda tulajdonosa volt, majd 1991-ben visszatért Libanonba. Édesanyja, Baria Miknass, szunnita muszlim családból származik az észak-libanoni Tripoliból. A pánarab napilap, az al-Hayat nemzetközi szerkesztője és alapítója a Nemzetközi Kommunikációs Szakértők PR-cégnek, amely egy nagyobb cégcsoport része, és sztárvendégek foglalásait, fotózását végzi, valamint rendezvényszervezésre szakosodott.
Három testvére van: egy nővére, Tala, két féltestvére, Samer és Ziad, az édesapja első házasságából.

### Tanulmányai
Amal Clooney a Dr Challoner lánygimnáziumba járt, amely Amershamban található, Buckinghamshire megyében. Ezután a St. Hugh's College-ben tanult Oxfordban, ahol ösztöndíjban is részesült, valamint elnyerte a Shrigley-Díjat. 2000-ben szerezte meg BA oklevelét jogból az oxfordi St. Hugh's College-ben.
A következő évben, a New York Egyetem jogi iskoláján folytatta a tanulmányait, hogy megszerezze a jogi mesterdiplomáját. Közben tisztviselő volt a Nemzetközi Bíróság hivatalnokképző projektjében. Megkapta a "Jack J. Katz Memorial" kiválósági díjat a szórakoztató jogban. Az egyetemi tanulmányai alatt egy ideig Sonia Sotomayor irodájában dolgozott, aki akkoriban az Egyesült Államok Fellebbviteli Bíróságának bírája volt.

## Pályafutása

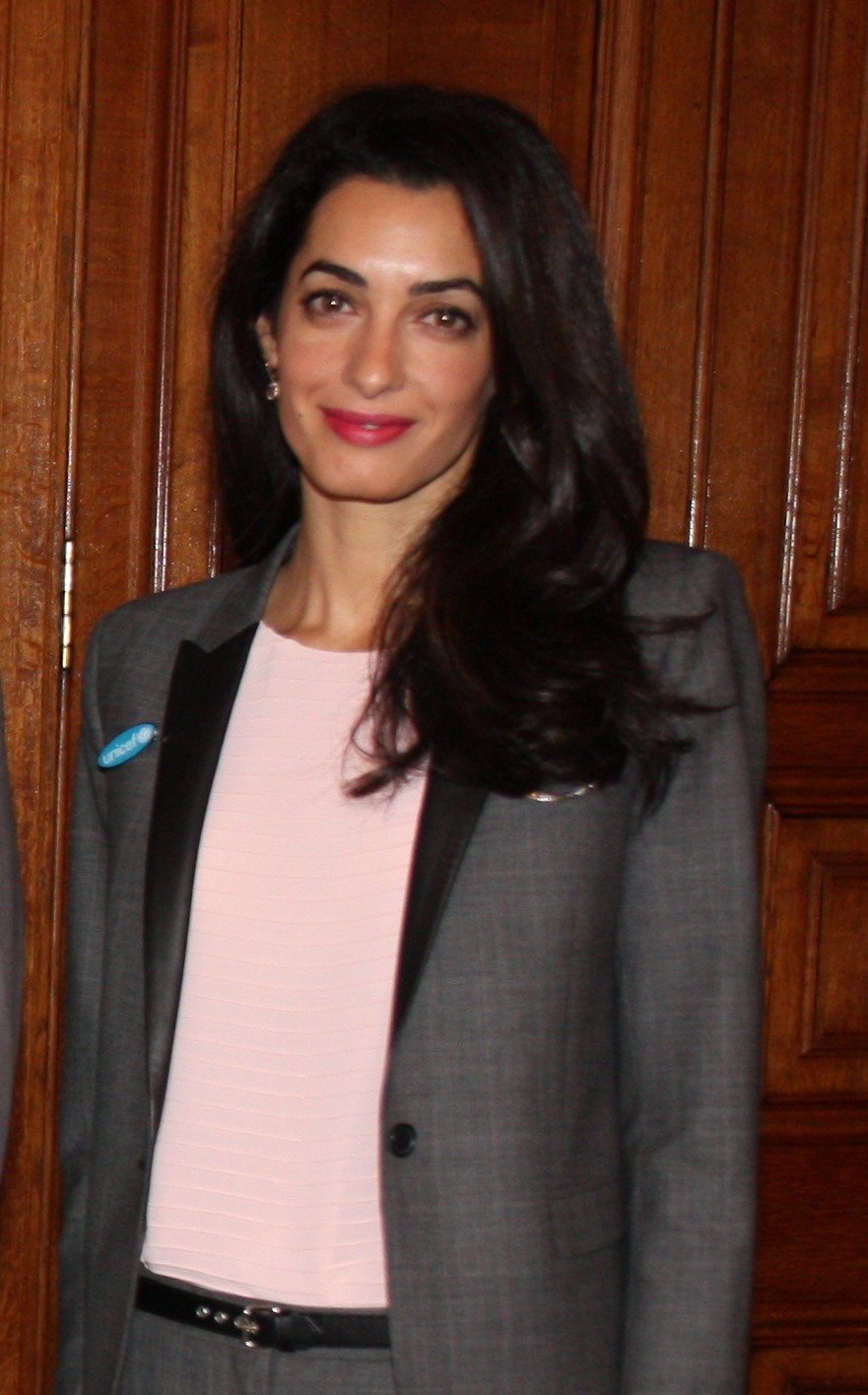
Amal Clooney 2014-ben

Amal Clooney az Egyesült Államokban és a Egyesült Királyságban jogosult jogi tevékenységet folytatni. A New York-i ügyvédi kamarának 2002-ben, míg az angol és wales-i kamarának 2010-ben lett tagja. Praktizált a Hágai Bíróságon is, beleértve a Nemzetközi Bíróságot és a Nemzetközi Büntetőbíróságot.

### New York
New Yorkban Amal Clooney három évig a Sullivan & Cromwell irodának dolgozott a büntetőjogi védelmi osztályon, valamint a vizsgálati csoportnál, ahol a kliensei közé tartozott az Enron és az Arthur Andersen.

### Hága
2004-ben a Nemzetközi Bíróságon volt bírósági tanácsadó. Dolgozott Vladen S. Vereshchetin (Oroszország) és Nabil Elaraby egyiptomi bírók mellett, időnként pedig Sir Franklin Berman bírónak az Egyesült Királyságból.
Ezt követően dolgozott a Hágai Különleges Büntető Törvényszék ügyészi hivatalában, amely a libanoni és a volt Jugoszlávia területén elkövetett háborús bűnöket vizsgálta és ítélkezett felettük.
2021 szeptemberében a Nemzetközi Büntetőbíróság (ICC) kinevezte Amal Clooney -t a szudáni darfuri konfliktus különleges tanácsadójának.

### London
Amal 2010-ben visszatért Nagy-Britanniába és Londonban lett védőügyvéd a Doughty Street Chambers ügyvédi iroda alkalmazásában. 2013-ban Clooney több ENSZ-megbízást is teljesített, így Kofi Annan Szíriáért felelős különmegbízottja volt, valamint jogtanácsos a 2013-as ENSZ-vizsgálatban, amelyet Ben Emmerson vezetett a drónok terrorizmus elleni használatának emberi jogi következményeiről.
További nagy horderejű jogi ügyekben vállalt szerepet, így Kambodzsa államot képviselve, továbbá az egykori líbiai hírszerzés vezetőjét, Abdallah Al Senussit, illetve Ukrajna volt miniszterelnöknőjét, Julia Timosenkot valamint Julian Assangeot is képviselte.

### Oktatás
A Columbiai Jogi Egyetem (Columbia Law School) Emberi Jogi Intézenek vendégelőadója és főmunkatársa volt a 2015-ös és 2016-os tavaszi szemeszterekben. Sarah H. Clevelandel együtt oktatója volt Cleveland egy kurzusának az emberi jogokról és az emberi jogi perekről.
Előadásokat tartott még a nemzetközi büntetőjogról, a következő intézményekben:
- Law School of the School of Oriental and African Studies, University of London
- The New School, New York City,
- Hágai Nemzetközi Jogi Akadémia
- University of North Carolina at Chapel Hill

## Fordítás
- Ez a szócikk részben vagy egészben  az   Amal Clooney című angol Wikipédia-szócikk ezen változatának fordításán alapul.  Az eredeti cikk szerkesztőit annak laptörténete sorolja fel. Ez a jelzés csupán a megfogalmazás eredetét és a szerzői jogokat jelzi, nem szolgál a cikkben szereplő információk forrásmegjelöléseként.